# Transformació ortogonal
En matemàtiques, una transformació ortogonal és una transformació lineal {\displaystyle T:V\rightarrow V} (on {\displaystyle V} és un espai prehilbertià) tal que conserva el producte escalar d'aquest espai. És a dir, que per tot parell d'elements {\displaystyle u,v\in V} es compleix {\displaystyle \langle u,v\rangle =\langle Tu,Tv\rangle }. En particular, com que els mòduls dels vectors i l'angle entre aquests en un espai prehilbertià es defineixen a partir del producte escalar, les transformacions ortogonals preserven els mòduls i els angles i, per tant, envien les bases ortonormals a bases ortonormals.

## Exemples
Si prenem com a {\displaystyle V} l'espai real euclidià de dimensió 2 amb el producte escalar estàndard i la seva base canònica, {\displaystyle (\mathbb {R} ^{2},\langle \cdot ,\cdot \rangle )}, aleshores la transformació {\displaystyle T} donada per la matriu de transformació
{\displaystyle T={\begin{bmatrix}\cos(\theta )&-\sin(\theta )\\\sin(\theta )&\cos(\theta )\end{bmatrix}}:\mathbb {R} ^{2}\to \mathbb {R} ^{2}}
és ortogonal. Per demostrar-ho, n'hi ha prou amb aplicar-la sobre els vectors de la base canònica:
{\displaystyle {\begin{aligned}Te_{1}={\begin{bmatrix}\cos(\theta )\\\sin(\theta )\end{bmatrix}}&&Te_{2}={\begin{bmatrix}-\sin(\theta )\\\cos(\theta )\end{bmatrix}}\end{aligned}}}
I veure que
{\displaystyle {\begin{aligned}&\langle Te_{1},Te_{1}\rangle ={\begin{bmatrix}\cos(\theta )&\sin(\theta )\end{bmatrix}}\cdot {\begin{bmatrix}\cos(\theta )\\\sin(\theta )\end{bmatrix}}=\cos ^{2}(\theta )+\sin ^{2}(\theta )=1\\&\langle Te_{1},Te_{2}\rangle ={\begin{bmatrix}\cos(\theta )&\sin(\theta )\end{bmatrix}}\cdot {\begin{bmatrix}-\sin(\theta )\\\cos(\theta )\end{bmatrix}}=\sin(\theta )\cos(\theta )-\sin(\theta )\cos(\theta )=0\\&\langle Te_{2},Te_{2}\rangle ={\begin{bmatrix}-\sin(\theta )&\cos(\theta )\end{bmatrix}}\cdot {\begin{bmatrix}-\sin(\theta )\\\cos(\theta )\end{bmatrix}}=\sin ^{2}(\theta )+\cos ^{2}(\theta )=1\\\end{aligned}}}
En l'espai real euclidià de dimensió 3 amb el producte escalar estàndard i la seva base canònica, {\displaystyle (\mathbb {R} ^{3},\langle \cdot ,\cdot \rangle )}, alguns exemples de matrius de transformacions ortogonals són {\displaystyle {\begin{bmatrix}\cos(\theta )&-\sin(\theta )&0\\\sin(\theta )&\cos(\theta )&0\\0&0&1\end{bmatrix}},{\begin{bmatrix}\cos(\theta )&0&-\sin(\theta )\\0&1&0\\\sin(\theta )&0&\cos(\theta )\end{bmatrix}}} i {\displaystyle {\begin{bmatrix}1&0&0\\0&\cos(\theta )&-\sin(\theta )\\0&\sin(\theta )&\cos(\theta )\end{bmatrix}}}.